# Oglio
Az Oglio (lombardul: Òi) egy 280 km hosszúságú folyó Olaszországban, Lombardia régióban. Mellékfolyói a Chiese és a Mella, torkolata a Pó folyó.